# Макине Идроворе ди Макарезе (Рим)
Макине Идроворе ди Макарезе је насеље у Италији у округу Рим, региону Лацио.
Према процени из 2011. у насељу је живело 25 становника. Насеље се налази на надморској висини од 1 м.